# Architect
Ne doit pas être confondu avec Architects, le groupe de metalcore britannique.
Architect est un groupe de metalcore américain, originaire de Syracuse, dans l'État de New York et Philadelphie, en Pennsylvanie. Le groupe portait auparavant le nom de Found Dead Hanging, et très brièvement Ghost of the Saltwater Machine.

## Biographie
Le groupe se forme initialement en 2003 sous le nom de As Found Dead Hanging, et publie un premier album studio, intitulé Dulling Occams Razor. En 2005, après une longue pause, le groupe décide de se rebaptiser Ghost of the Saltwater Machine, et travaille sur un nouvel album. À cette période, le groupe compte en son sein deux nouveaux membres, Shaun Purcell et Jason Bush du groupe Word as a Virus (ou WordAsAVirus). 
Le groupe change à nouveau de nom pour celui d'Architect. Il s'agit d'un regroupement des membres de As Found Dead Hanging et de  Word as a Virus, ce dernier ayant perdu son chanteur qui a succombé d'une tumeur cérébrale. Architect publie l'album All is Not Lost, comprenant 11 chansons, en 2007 au label Black Market Activities, une filiale de Metal Blade Records. Il est plutôt bien accueilli par l'ensemble de la presse spécialisée,,. Your Last Rite explique que « All Is Not Lost ressemblerait plus à du Norma Jean. »
En juin 2008, le groupe commence les enregistrements de son troisième album studio, Ghost of the Salt Water Machines. Il est publié le 25 novembre 2008 toujours au label Black Market Activities. Depuis cette sortie, le groupe ne donne plus signe de vie.

## Membres
- Thomas Calandra – basse
- James Bailey – guitare
- Mark Mcgee – batterie
- Keith Allen – chant
- Timothy Seib – guitare

## Discographie
- 2003 : Dulling Occams Razor (sous le nom As Found Dead Hanging)
- 2007 : All is Not Lost
- 2008 : Ghost of the Salt Water Machines
- 2018 : Deconvolution
- 2020 : Wings
- 2024 : Tribes